# 1876 год в науке
В 1876 году произошли различные научные и технологические события, некоторые из которых представлены ниже.

## Достижения человечества

### Изобретения
- Телефон: Александер Белл.
- Громкоговоритель: Александер Белл.
- Безрегуляторная дуговая лампа: Павел Николаевич Яблочков.

## Награды
- Ломоносовская премия — Ф. Ф. Бейльштейн за химические работы, исполненные им над телами бензоилового ряда[1]:53—108.